# 西海郡 (東漢)
西海郡，是東漢時設立，位於今内蒙古自治区阿拉善盟額濟納旗的一個郡，郡治在居延县（今達來呼布鎮東南），轄居延海附近地區。其前身為張掖居延屬國。

## 建置沿革

### 張掖居延屬國
西海郡原屬張掖郡。西漢時，居延城為張掖都尉治所。漢安帝時，以張掖都尉所轄地區置張掖居延屬國，與張掖郡平級。同時還分出張掖屬國。張掖居延屬國僅領居延一縣。漢順帝永和五年（140年），有1560戶，4733人，大多為軍士。

### 西海郡
漢獻帝興平二年（195年），武威太守張雅奏請以張掖居延屬國置西海郡。約在建安年間，改張掖居延屬國為西海郡，治居延縣。西晉太康三年（282年），西海郡有2500戶。北魏時郡廢。

### 隋唐
唐朝為大同守捉，屬甘州。